# Глен Елен (Калифорнија)
Глен Елен (енгл. Glen Ellen) насељено је место без административног статуса у америчкој савезној држави Калифорнија.

## Демографија
По попису из 2010. године број становника је 784, што је 208 (-21,0%) становника мање него 2000. године.
| Група             | 2000.       | 2010.       |
| Белци             | 841 (84,8%) | 656 (83,7%) |
| Афроамериканци    | 19 (1,9%)   | 3 (0,4%)    |
| Азијати           | 12 (1,2%)   | 16 (2,0%)   |
| Хиспаноамериканци | 84 (8,5%)   | 67 (8,5%)   |
| Укупно            | 992         | 784         |